# Kjetil Bjørklund
Kjetil Bjørklund, född 18 mars 1967 i Lillehammer, är en norsk politiker.
Han var ledamot av stortinget 2001–2005 för Sosialistisk Venstreparti.